# Naivedya
Le naivedya ou naivedhya (variation de nivedya en sanskrit IAST) est une offrande de nourriture à une divinité dans l'hindouisme. Ainsi, le croyant peut présenter des fruits, du riz ou tout plat devant uns statue de Vishnu par exemple, et laisser le plat quelques instants pour que les aliments soient bénis ; ou tout simplement les laisser plusieurs heures afin de les sacrifier en tant que don au dieu. Des temples dans les grandes villes de l'Inde pratiquent des périodes dans la journée consacrées à cette cérémonie.

### Source
- Concise classified dictionary of Hinduism, par K. V. Soundara Rajan, page 75,  (ISBN 8170228573) .